# Steinkirchen
Steinkirchen es un municipio situado en el distrito de Stade, en el estado federado de Baja Sajonia (Alemania). Tiene una población estimada, a fines de enero de 2023, de 1797 habitantes.
Forma parte de la mancomunidad de municipios (en alemán, samtgemeinde) de Lühe.
Está ubicado al norte del estado, muy cerca de la desembocadura del río Elba y de la ciudad de Hamburgo.